# Denis Épitalon
Denis Épitalon (1794-1874) est un négociant et industriel en rubanerie de Saint-Étienne, dans la Loire, qui a donné son nom à une rue de la ville.

## Biographie
Né le 22 septembre 1794 à Saint-Étienne, Denis Épitalon est le fils de Mathieu Épitalon, aubergiste, qui tenait un établissement à l'enseigne du "Lion d'Or", où se croisaient les voituriers venus des quatre coins de la région, et en particulier, ceux qui transportaient le charbon vers Saint-Rambert, et de Marie-Anne Passerat, issue d'une famille de rubaniers qui possédait de nombreux terrains dans la ville. 
Après l'école de Saint Ennemond, il est envoyé en pension dans une école catholique près de Montbrison. Il a 15 ans à la mort de son père, lorsqu'il est placé comme apprenti chez un parent, Fraisse- Passerat, dont il devient le commis dans une fabrique de rubans. Il devient ensuite commis dans une autre fabrique, chez Teissier.
En 1814, Napoléon Bonaparte décrète un appel aux conscrits pour une dernière campagne de défense du territoire. Enrôlé pour les
batailles de Champ Aubert et Montmirail, Denis Épitalon y est blessé. Dès 1821, à l'âge de 27 ans, il se met son propre compte et crée l'entreprise de fabrication de rubans Épitalon Aîné, spécialisé
dans le taffetas et satin uni, très en vogue du côté de Londres et Paris, qui développera  une conception traditionnelle du ruban : article de mode, en soie naturelle, produit d'excellence, qui peut subir un temps la défaveur des clients. Il devient l'un des représentants stéphanois de "La fabrique", mode de production industriel dispersé, aussi appelé "domestic system", où des donneurs d'ordres, les fabricants, distribuent le travail et les matières premières à des ateliers familiaux. Dès 1786, il y avait dans la région stéphanoise 15 250 métiers (2 246 seulement à Bâle) produisant pour 17 millions de francs de rubans dont près de la moitié était exportée et cette industrie du ruban connaît un essor très important et de 1815 à 1856. 
Lors de la Révolution de 1848, alors que le cours de la soie s’effondre, il en achète un stock conséquent, puis la stabilité
économique est revenue, il engrange 400 000 francs or de bénéfice sur cette seule opération. Les affaires prospérant dans d'autres domaines, après son décès seront construites par ses héritiers les usines de Lapte en 1904 et de Montbrison en 1907.
Sa femme Jeanne-Marie Passerat, sa cousine germaine, lui a donné trois enfants, qui prirent sa succession. Très pieux, il consacrait un dixième de ses revenus à des œuvres et légua aux jansénistes un de ses immeubles, rue Tarentaise à Saint-Étienne, où était l'auberge "Chez Mentrand", ayant appartenu à ses parents. En 1856, il contribua largement à la création de l'asile des Petites-Sœurs des pauvres, qui abrite encore, quarante ans plus tard, 230 pensionnaires des deux sexes, âgés de plus de 60 ans. Denis Epitalon habitait son appartement de la rue de la Bourse à et se rendait quotidiennement à son château du Maniquet ("L'Etrat") pour saluer ses petits enfants et rencontrer ses métayers. Son petit-fils, Michel, prêtre qui mourut très jeune, fut pratiquement considéré comme un saint. Sa petite-fille Jeanne Epitalon servit de modèle, à 22 ans, pour la statue de la Rubanerie sculptée par Étienne Montagny et qui se trouve devant l’hôtel de ville de Saint-Étienne. Elle épousa, en 1872, Adrien Auguste Guitto, père de Jean Guitton, philosophe et académicien.